# うぇぶらじ@電撃文庫
うぇぶらじ@電撃文庫（うぇぶらじアットでんげきぶんこ）は、アスキーメディアワークス電撃文庫公式サイトで配信していたインターネットラジオ番組。

## 概要
2009年9月10日、電撃文庫1億冊突破を記念して開始された。電撃文庫（および、メディアワークス文庫創刊後は実質的にメディアワークス文庫も）のプロモーションを目的としている。
電撃文庫の編集長である三木一馬が、この番組をする前に個別の作品としてラジオがあるも電撃文庫というレーベルのラジオ単体配信が無いと思っていたが、パーソナリティーもしていた著者であるおかゆまさきにもその事を話をしていた。会社として電撃文庫の記念という時期が間近に迫っていたため、ラジオ番組企画を出した。
電撃文庫新刊発売・公式サイト更新と同じ毎月10日更新だったが、第29回（2012年1月10日）のリニューアルから、メディアワークス文庫発売日の毎月25日を加えた、月2回更新になった。営業日の関係か更新日がずれることもあるが、公式サイトでは全回「10日（または25日）配信」となっているので、それに従う。
2009年当時、第3回（2009年11月10日）と同日に公開された公開録音回には番号がなく、時間も短い。月1回時代は、レギュラー回は短くて80分台、長いと2時間を越えている事もある。
収録時間では月2回になってからはおよそ60分台～70分台（あくまで時間の目安）。
番組あいさつは定められていない。ときおりリスナーからのメールで「電撃は（でんげきわ）」等のあいさつが使われることがあり、パーソナリティもそのあいさつを返すが、しばしばあいさつは決められていないことがコメントされる。
バックナンバーについて初回配信より数回に渡って会社全体としての大幅リニューアル工事や個別サイトのリニューアルにより、第59回収録（2013年4月10日配信）より以前の配信回は聞く事が出来なくなっている。
2018年10月25日の配信をもって最終回を迎えた。

## パーソナリティ
- うえむらちか
- おかゆまさき（電撃文庫作家）
- 三木一馬（配信ページでは名前は出さず「電撃文庫編集者」とのみ書かれている）
- 明坂聡美（第28回（2011年12月25日）まで。）
- 上坂すみれ（第28回（2011年12月25日）まで。配信ページでは「すみぺでぃあ」（「すみぺ」とも呼ばれた）と称している。基本的にコーナー「今月のすみぺでぃあ」または「すみぺのひとり電撃文庫」のみ）
- 三澤紗千香（第35回・2012年4月10日から）

## コーナー
（オープニング）
各パーソナリティが短く近況報告する。ゲストが紹介されることもある（「うぇぶらじ総力特集」まで紹介されないこともある）。
ふつおた
ふつおたのコーナー。
うぇぶらじ総力特集
第5回に始まったメインコーナー。その月に新刊を出す電撃作家をゲストに呼び、作品についてトークする。（ゲストはこのコーナーだけでなく番組最初から最後までいる）
お願い！ 黒雪姫先輩!!
三澤が演ずる『アクセル・ワールド』の黒雪姫に（あるいは、三澤自身に）言ってほしい台詞を募集する。
第37回（2012年5月10日）から。
電撃小説大賞、基本のキ
パーソナリティ（おかゆ・三木）やゲスト作家が、電撃小説大賞（あるいは電撃イラスト大賞も可）への応募を考えているリスナーの質問に答える。
月2回更新になってから（第29回 2012年1月10日から）は、ほぼ隔回の不定期コーナー。
おかゆの恋愛相談
おかゆまさきがリスナーの恋愛相談に答える。
私の電撃文庫読書日記
パーソナリティが交代で電撃文庫作品を熱く紹介する。
初期は明坂・うえむら・おかゆが回代わりで紹介していたが、明坂・うえむらが同じ回に1作ずつ紹介する形で定着し、ほぼこの体制で第27回（2011年11月10日）まで続いた。
第30回（2012年1月25日）からは、毎月25日更新回の隔回コーナーになり、うえむらが1作を紹介している（三澤参加後の体制は未詳）。
電撃文庫ホットニュース&今月のおすすめ! 新刊情報!
女性パーソナリティ2人（明坂・うえむら→うえむら・三澤）による告知コーナー。1人が「電撃文庫新刊情報」を、1人が「メディアミックス情報」と「ホットニュース」（メディアワークス文庫新刊情報などその他の情報）を告知する。
（エンディング）

### 終了コーナー
こんなコーナーあったらeな
コーナー企画を募集する。料理企画などが行われた。第5回（2010年1月10日）が最後となったが、終了告知のないまま公式ページでは長く「メール募集中」となっていた。
今月のすみぺでぃあ
第1回（2009年9月10日）から第4回（2009年12月10日）まで。上坂がウィキペディアの電撃文庫に関連したページを紹介し、それをテーマにしたイラストを公開する。第4回までに「おかゆまさき」「明坂聡美」「うえむらちか」「メディアミックス」を紹介した。ウィキペディアに上坂のページが作られることを目標としていたが、思いのほか早く達成されたため「すみぺのひとり電撃文庫」にリニューアル。
すみぺのひとり電撃文庫
第5回（2010年1月10日）から第28回（2011年12月25日）まで。エンディングで一旦番組を〆めた後に始まる。上坂が電撃文庫作品を軍事っぽく紹介するとされているが、非常に脱線が多くしばしば長時間になったので、時間制限が付くようになった。上坂が紹介作をテーマにしたイラストを描いてきて、配信ページで公開される。コーナーの最後にはロシア語講座がある。

## ジングル
ジングルはCM明けごとに異なるものが使われる。20回から、ジングルが一新された。
19回までの最初の（「うぇぶらじ総力特集」前の）ジングルには、おかゆまさきのアニメ化作品『撲殺天使ドクロちゃん』主題歌「撲殺天使ドクロちゃん」が使われていた。

## ゲスト
各回のゲスト出演者と、「うぇぶらじ総力特集」などでの紹介時に言及された作品。主に、その月に新刊が出た作品（まれに、雑誌連載中の作品、メディアミックスが展開中の作品など）が紹介される。巻数・サブタイトルは省略した。
| 回 | 回         | 回                                 | 公開日         | ゲスト                                                                       | 作品                                                                 | 注釈    |
| -- | ---------- | ---------------------------------- | -------------- | ---------------------------------------------------------------------------- | -------------------------------------------------------------------- | ------- |
| 05 | 01         |                                    | 2010年01月10日 | 時雨沢恵一                                                                   | キノの旅                                                             |         |
| 06 | 02         |                                    | 2010年02月10日 | 川原礫                                                                       | ソードアート・オンライン アクセル・ワールド                          |         |
| 07 | 03         |                                    | 2010年03月10日 | 有沢まみず                                                                   | スイート☆ライン ラッキーチャンス! 銀色ふわり                         |         |
| 08 | 04         |                                    | 2010年04月10日 | 竹宮ゆゆこ                                                                   | とらドラ・スピンオフ!                                                |         |
| 09 | 05         |                                    | 2010年05月10日 | 伏見つかさ                                                                   | 俺の妹がこんなに可愛いわけがない                                     |         |
| 10 | 06         |                                    | 2010年06月10日 | 蒼山サグ                                                                     | ロウきゅーぶ!                                                        |         |
| 11 | 07         |                                    | 2010年07月10日 | 沖田雅                                                                       | オオカミさんシリーズ                                                 |         |
| 12 | 08         |                                    | 2010年08月10日 | 入間人間                                                                     | 嘘つきみーくんと壊れたまーちゃん 電波女と青春男                      |         |
| 13 | 09         |                                    | 2010年09月10日 | 五十嵐雄策                                                                   | 小春原日和の育成日記 乃木坂春香の秘密                                |         |
| 13 |            | 時雨沢恵一                         | 2010年09月10日 | キノの旅                                                                     | [ A 2 ]                                                              |         |
| 14 | 10         | 時雨沢恵一                         |                | キノの旅                                                                     | 2010年10月10日                                                       | [ A 3 ] |
| 15 | 11         |                                    | 2010年11月10日 | 壁井ユカコ                                                                   | クロノ×セクス×コンプレックス                                         |         |
| 16 | 12         |                                    | 2010年12月10日 | 鴨志田一                                                                     | さくら荘のペットな彼女                                               |         |
| 17 | 13         |                                    | 2011年01月10日 | 土橋真二郎                                                                   | 生贄のジレンマ 殺戮ゲームの館                                        |         |
| 18 | 14         |                                    | 2011年02月10日 | 支倉凍砂                                                                     | 狼と香辛料                                                           |         |
| 19 | 15         |                                    | 2011年03月10日 | おかゆまさき                                                                 | ぜのん様である!                                                      | [ A 5 ] |
| 19 |            | よう太                             | 2011年03月10日 | ぜのん様である!（イラストレーター）                                          | [ A 6 ]                                                              |         |
| 20 | 16         |                                    | 2011年04月10日 | 野﨑まど                                                                     | 小説家の作り方                                                       |         |
| 21 | 17         |                                    | 2011年05月10日 | 菱田愛日                                                                     | 夜のちょうちょと同居計画!                                            |         |
| 22 | 18         |                                    | 2011年06月10日 | 杉井光                                                                       | 神様のメモ帳                                                         |         |
| 23 |            | 0                                  | 2011年07月10日 | 後藤麻衣                                                                     | 乃木坂春香の秘密（アニメ 乃木坂美夏役）                              |         |
| 23 | 川瀬浩平   | 0                                  | 2011年07月10日 | ロウきゅーぶ!（アニメ プロデューサー） 神様のメモ帳（アニメ プロデューサー） | [ A 6 ]                                                              |         |
| 24 |            | 1                                  | 2011年08月10日 | 小倉唯                                                                       | ロウきゅーぶ!（アニメ 袴田ひなた役） 神様のメモ帳（アニメ アリス役） |         |
| 24 | 川瀬浩平   | 1                                  | 2011年08月10日 | ロウきゅーぶ!（アニメ プロデューサー） 神様のメモ帳（アニメ プロデューサー） | [ A 6 ]                                                              |         |
| 25 |            | 2                                  | 2011年09月10日 | 水瀬葉月                                                                     | C3                                                                   |         |
| 25 | 田村ゆかり | 2                                  | 2011年09月10日 | C3（アニメ フィア役）                                                        |                                                                      |         |
| 26 |            | 3                                  | 2011年10月10日 | 小林ゆう                                                                     | 境界線上のホライゾン（アニメ 本多・二代役）                          |         |
| 31 | 19         |                                    | 2012年02月10日 | 九岡望                                                                       | エスケヱプ・スピヰド                                                 | [ A 7 ] |
| 31 | 19         | 聴猫芝居                           | 2012年02月10日 | あなたの街の都市伝鬼!                                                        |                                                                      | [ A 7 ] |
| 31 | 19         | 次回のゲストも少しだけ登場。       | 2012年02月10日 |                                                                              |                                                                      | [ A 7 ] |
| 32 | 20         |                                    | 2012年02月25日 | 三河ごーすと                                                                 | ウィザード&ウォーリアー・ウィズ・マネー                              | [ A 7 ] |
| 32 | 20         | 来田志郎                           | 2012年02月25日 | 勇者には勝てない                                                             |                                                                      | [ A 7 ] |
| 32 | 20         | 高樹凛                             | 2012年02月25日 | 明日から俺らがやってきた                                                     |                                                                      | [ A 7 ] |
| 33 | 21         |                                    | 2012年03月10日 | エドワード・スミス                                                           | 侵略教師星人ユーマ                                                   | [ A 7 ] |
| 33 | 21         | 成田名璃子                         | 2012年03月10日 | 月だけが、私のしていることを見下ろしていた                                   |                                                                      | [ A 7 ] |
| 33 | 21         | 乙野四方字                         | 2012年03月10日 | ミニッツ ～一分間の絶対時間～                                                |                                                                      | [ A 7 ] |
| 34 |            |                                    | 2012年03月25日 | 前回のゲストが引き続き登場。                                                 | 前回のゲストが引き続き登場。                                         |         |
| 35 |            |                                    | 2012年04月10日 | 藤井知貴                                                                     | （ビジュアルアーツスタッフ、電話出演）                               | [ A 8 ] |
| 35 | 馬場隆博   | （ビジュアルアーツ社長、電話出演） | 2012年04月10日 |                                                                              |                                                                      | [ A 8 ] |

1. ↑  それぞれ、
  - 番組の通算回数。
  - 「うぇぶらじ総力特集」の回数（公式のカウントは途中まで）。空欄は「うぇぶらじ総力特集」以外のゲスト。
  - 「電撃文庫ぶっちぎり! メディアジャック!!フェア」うぇぶらじ版 の回数。
2. ↑  次回のゲストとして終盤に登場。
3. ↑  うぇぶらじアニバーサリー特集 『キノの旅』10周年&うぇぶらじ1周年
4. 1 2 3 4 5  メディアワークス文庫
5. ↑  レギュラーパーソナリティだが「うぇぶらじ総力特集」ではゲスト扱い。
6. 1 2 3  スペシャルゲスト。原則として、スペシャルゲストが登場するとの告知のみで、誰が来るかは事前告知されない。
7. 1 2 3  第18回電撃小説大賞受賞作品大特集
8. ↑  『リトルバスターズ!』アニメ化情報を解禁前にこの番組のCMで告知してしまったことについての三木の電話謝罪を収録。

## 紹介作品
「私の電撃文庫読書日記」と「すみぺのひとり電撃文庫」で紹介された作品。「すみぺのひとり電撃文庫」は背景色を変更している。
| 回  | 公開日          | 紹介者     | 作者                   | 作品 |
| --- | --------------- | ---------- | ---------------------- | --- |
| 01  | 2009年09月10日  | うえむら   | 時雨沢恵一             | キノの旅 |
| 01  | 2009年09月10日  | 上坂       | おかゆまさき           | 撲殺天使ドクロちゃん |
| 02  | 2009年10月10日  | 明坂       | 入間人間               | 嘘つきみーくんと壊れたまーちゃん |
| 03  | 2009年11月10日  | おかゆ     | 川原礫                 | ソードアート・オンライン |
| 04  | 2009年12月10日  | うえむら   | 静月遠火               | パララバ -Parallel lovers- |
| 04  | 2009年12月10日  | うえむら   | 南井大介               | ピクシー・ワークス |
| 04  | 2009年12月10日  | うえむら   | 鎌池和馬               | ヘヴィーオブジェクト |
| 05  | 2010年01月10日  | 明坂       | 伏見つかさ             | 俺の妹がこんなに可愛いわけがない |
| 05  | 2010年01月10日  | 上坂       | 時雨沢恵一             | アリソン |
| 06  | 2010年02月10日  | うえむら   | 紅玉いづき             | ミミズクと夜の王 |
| 06  | 2010年02月10日  | 明坂       | 蒼山サグ               | ロウきゅーぶ! |
| 06  | 2010年02月10日  | おかゆ     | 時雨沢恵一             | お茶が運ばれてくるまでに～A Book At Cafe～ |
| 06  | 2010年02月10日  | おかゆ     | 有川浩                 | シアター! |
| 06  | 2010年02月10日  | 上坂       | 川上稔                 | パンツァーポリス1935 |
| 07  | 2010年03月10日  | おかゆ     | 野﨑まど               | [映] アムリタ |
| 07  | 2010年03月10日  | うえむら   | 相原あきら             | 赤の9番【隷従】 |
| 07  | 2010年03月10日  | うえむら   | 水鏡希人               | 君のための物語 |
| 07  | 2010年03月10日  | 上坂       | 五十嵐雄策             | 乃木坂春香の秘密 |
| 08  | 2010年04月10日  | おかゆ     | 榎木津無代             | ご主人さん&メイドさま |
| 08  | 2010年04月10日  | 明坂       | 美奈川護               | ヴァンダル画廊街の奇跡 |
| 08  | 2010年04月10日  | うえむら   | 田名部宗司             | 幕末魔法士 -Mage Revolution- |
| 08  | 2010年04月10日  | 上坂       | 水瀬葉月               | 藍坂素敵な症候群 |
| 09  | 2010年05月10日  | 明坂       | 鴨志田一               | さくら荘のペットな彼女 |
| 09  | 2010年05月10日  | うえむら   | アンソロジー           | MW号の悲劇 |
| 09  | 2010年05月10日  | 上坂       | 鷹見一幸               | 小さな国の救世主 なりゆき軍師の巻 |
| 10  | 2010年06月10日  | 明坂       | 高遠豹介               | ぷれいぶっ! |
| 10  | 2010年06月10日  | うえむら   | 柴村仁                 | プシュケの涙 / ハイドラの告白 / セイジャの式日 |
| 10  | 2010年06月10日  | 上坂       | 岩田洋季               | 月の盾 |
| 11  | 2010年07月10日  | うえむら   | 松原真琴               | 猫耳父さん |
| 11  | 2010年07月10日  | 明坂       | 範乃秋晴               | マリシャスクレーム -MALICIOUS CLAIM- |
| 11  | 2010年07月10日  | 上坂       | 御影瑛路               | 神栖麗奈は此処にいる / 神栖麗奈は此処に散る |
| 12  | 2010年08月10日  | おかゆ     | 入間人間               | 六百六十円の事情 |
| 12  | 2010年08月10日  | うえむら   | 壁井ユカコ             | クロノ×セクス×コンプレックス |
| 12  | 2010年08月10日  | 明坂       | 中村一                 | めぐりあう鼓動―覚醒遺伝子 |
| 12  | 2010年08月10日  | 上坂       | 成田良悟               | 世界の中心、針山さん |
| 13  | 2010年09月10日  | 明坂       | 安彦薫                 | 鉄バカ日誌 |
| 13  | 2010年09月10日  | うえむら   | 鷹羽知                 | 紅はくれなゐ |
| 13  | 2010年09月10日  | 上坂       | 日野一二三             | A=宇宙少女2×魂の速度 |
| 14  | 2010年10月10日  | 明坂       | 山口幸三郎             | 探偵・日暮旅人の探し物 |
| 14  | 2010年10月10日  | うえむら   | 時雨沢恵一             | キノの旅 XIV |
| 14  | 2010年10月10日  | 上坂       | 三雲岳斗               | 道士さまといっしょ |
| 15  | 2010年11月10日  | うえむら   | 野﨑まど               | 死なない生徒殺人事件 ～識別組子とさまよえる不死～                                                                                                 |
| 15  | 2010年11月10日  | 明坂       | うえお久光             | ヴィークルエンド |
| 15  | 2010年11月10日  | 上坂       | 鈴木鈴                 | 吸血鬼のおしごと |
| 16  | 2010年12月10日  | うえむら   | 藤原祐                 | @HOME 我が家の姉は暴君です。 |
| 16  | 2010年12月10日  | 明坂       | 高村透                 | 理想の彼女のつくりかた 1 |
| 16  | 2010年12月10日  | 上坂       | 五十嵐雄策             | 小春原日和の育成日記 |
| 17  | 2011年01月10日  | うえむら   | 萬屋直人               | 旅に出よう、滅びゆく世界の果てまで。 |
| 17  | 2011年01月10日  | 明坂       | 相原あきら             | 彼女の運命ゲーム系 |
| 17  | 2011年01月10日  | 上坂       | 篠崎砂美               | 猫猫雑技団 |
| 18  | 2011年02月10日  | 明坂       | 丸山英人               | おまえなんぞに娘はやれん |
| 18  | 2011年02月10日  | うえむら   | アンソロジー           | 19 ―ナインティーン― |
| 18  | 2011年02月10日  | 上坂       | 古橋秀之               | ある日、爆弾がおちてきて |
| 19  | 2011年03月10日  | うえむら   | 朽葉屋周太郎           | おちゃらけ王 |
| 19  | 2011年03月10日  | 明坂       | 和ヶ原聡司             | はたらく魔王さま! |
| 19  | 2011年03月10日  | 上坂       | 荻野目悠樹             | 撃墜魔女ヒミカ |
| 20  | 2011年04月10日  | うえむら   | 優木カズヒロ           | ハロー、ジーニアス |
| 20  | 2011年04月10日  | 明坂       | 蝉川タカマル           | 青春ラリアット!! |
| 20  | 2011年04月10日  | 上坂       | ハセガワケイスケ       | 帰宅部のエースくん。 |
| 21  | 2011年05月10日  | うえむら   | 菱田愛日               | 空の彼方 |
| 21  | 2011年05月10日  | 明坂       | 中村恵里加             | ひがえりグラディエーター |
| 21  | 2011年05月10日  | 上坂       | 佐竹彬                 | 三辺は祝祭的色彩 |
| 22  | 2011年06月10日  | うえむら   | ゆうきりん             | 魔王なあの娘と村人A―幼なじみは勇者です |
| 22  | 2011年06月10日  | 明坂       | 北野勇作               | かめ探偵K |
| 22  | 2011年06月10日  | 上坂       | 御影瑛路               | 僕らはどこにも開かない |
| 23  | 2011年07月10日  | うえむら   | 綾崎隼                 | ノーブルチルドレンの残酷 |
| 23  | 2011年07月10日  | 上坂       | 上野遊                 | エアリエル～緋翼は風に踊る～ |
| 24  | 2011年08月10日  | うえむら   | 御影瑛路               | あなたが泣くまで踏むのをやめない! |
| 24  | 2011年08月10日  | 上坂       | 瀬那和章               | 可愛くなんかないからねっ! |
| 25  | 2011年09月10日  | 明坂       | 土橋真二郎             | ラプンツェルの翼 |
| 25  | 2011年09月10日  | 上坂       | 周防ツカサ             | レトロゲームマスター渋沢 |
| 27  | 2011年11月10日  | うえむら   | 御影彰彦               | “不思議”取り扱います 付喪堂骨董店 |
| 27  | 2011年11月10日  | 明坂       | 松山剛                 | 雨の日のアイリス |
| 27  | 2011年11月10日  | 上坂       | 南井大介               | 楠木統十郎の災難な日々 ネギは世界を救う |
| 30  | 2012年01月25日  | うえむら   | 三上延                 | ビブリア古書堂の事件手帖 栞子さんと奇妙な客人たち                                                                                                 |
| 32  | 2012年02月25日  | うえむら   | 竹宮ゆゆこ             | ゴールデンタイム 春なのにブラックアウト |
| 34  | 2012年03月25日  | うえむら   | 成田名璃子             | 月だけが、私のしていることを見下ろしていた |
| 36  | 2012年04月25日  | うえむら   | 乙野四方字             | ミニッツ ～一分間の絶対時間～ |
| 38  | 2012年05月25日  | うえむら   | 久住四季               | 七花、時跳び! |
| 40  | 2012年06月25日  | うえむら   | 水沢あきと             | 不思議系上司の攻略法 |
| 42  | 2012年07月25日  | うえむら   | 峰月皓                 | 俺たちのコンビニ―新米店長と仲間たち |
| 44  | 2012年08月25日  | うえむら   | 土橋真二郎             | 楽園島からの脱出 |
| 46  | 2012年09月25日  | うえむら   | 菱田愛日               | TOKYO GIRL’S LIFE―絶対に失恋しない唯一の方法 |
| 48  | 2012年010月25日 | うえむら   | 一二三スイ             | 世界の終わり、素晴らしき日々より |
| 50  | 2012年011月25日 | うえむら   | 長月渋一               | S.I.A. ―生徒会秘密情報部― |
| 52  | 2012年012月25日 | うえむら   | 秋傘水稀               | アニメアライブ |
| 54  | 2013年01月25日  | うえむら   | 甲田学人               | ノロワレ 人形呪詛 |
| 58  | 2013年02月25日  | うえむら   | 峰月皓                 | 七人の王国 |
| 60  | 2013年04月25日  | うえむら   | 土橋真二郎             | OP-TICKET GAME |
| 62  | 2013年05月25日  | うえむら   | おかゆまさき           | 俺のペット生活がハーレムに見えるだと? |
| 64  | 2013年06月25日  | うえむら   | 五十嵐雄策             | 花屋敷澄花の聖地巡礼 |
| 66  | 2013年07月25日  | うえむら   | 近江泉美               | オーダーは探偵に 謎解き薫る喫茶店 |
| 68  | 2013年08月25日  | うえむら   | 御影瑛路               | Ｆランクの暴君I ―堕ちた天才の凱旋― |
| 70  | 2013年09月25日  | うえむら   | 桜井美奈               | 落第教師 和久井祥子の卒業試験 |
| 72  | 2013年010月25日 | うえむら   | 三秋縋                 | スターティング・オーヴァー |
| 74  | 2013年011月25日 | うえむら   | 野﨑まど               | 独創短編シリーズ 野﨑まど劇場 |
| 76  | 2013年012月25日 | うえむら   | 渡来ななみ             | 天体少年。 さよならの軌道、さかさまの七夜 |
| 78  | 2014年01月25日  | うえむら   | 五十嵐雄策             | 城ヶ崎奈央と電撃文庫作家になるための10のメソッド                                                                                                  |
| 82  | 2014年03月25日  | うえむら   | 小川晴央               | 僕が七不思議になったわけ |
| 84  | 2014年04月25日  | うえむら   | 松山剛                 | 雪の翼のフリージア |
| 86  | 2014年05月25日  | うえむら   | 似鳥航一               | お待ちしてます 下町 和菓子 栗丸堂 |
| 88  | 2014年06月25日  | うえむら   | アズミ                 | 給食争奪戦 |
| 90  | 2014年07月25日  | うえむら   | 紅玉いづき             | あやかし飴屋の神隠し |
| 92  | 2014年08月25日  | うえむら   | 菱田愛日               | メンズフロアの王様 |
| 96  | 2014年010月25日 | うえむら   | 土橋真二郎             | FAKE OF THE DEAD |
| 98  | 2014年011月25日 | うえむら   | 高橋弥七郎             | カナエの星 |
| 99  | 2014年012月10日 | うえむら   | 鎌池和馬               | 未踏召喚://ブラッドサイン |
| 102 | 2015年01月25日  | うえむら   | おかゆまさき           | TRPGしたいだけなのにっ! 異端審問ハ ソレヲ許サズ〈上〉純血のダークエルフ / TRPGしたいだけなのにっ! 異端審問ハ ソレヲ許サズ〈下〉叛逆のダークエルフ |
| 106 | 2015年03月25日  | うえむら   | 支倉凍砂               | WORLD END ECONOMiCA Ⅰ |
| 108 | 2015年04月25日  | うえむら   | 鳩見すた               | ひとつ海のパラスアテナ |
| 112 | 2015年06月25日  | うえむら   | 岬鷺宮                 | 放送中です！ にしおぎ街角ラジオ |
| 114 | 2015年07月25日  | うえむら   | 秋山瑞人               | イリヤの空、UFOの夏 |
| 115 | 2015年08月10日  | うえむら   | 夏のオススメ作品１０選 | |
| 118 | 2015年09月25日  | うえむら   | 五十嵐雄策             | ぼくたちのなつやすみ 過去と未来と、約束の秘密基地夏の課題図書                                                                                     |
| 120 | 2015年010月25日 | うえむら   | 岬鷺宮                 | 魔導書作家になろう！ |
| 122 | 2015年011月25日 | うえむら   | 青葉優一               | 復讐ゲーム ―リアル人間将棋― |
| 124 | 2015年012月25日 | 十束おとは | 師走トオル             | 僕と彼女のゲーム戦争 |
| 124 | 2015年012月25日 | かいありさ | 美月りん               | 放課後恋愛部！ |
| 126 | 2016年01月25日  | うえむら   | 鎌池和馬               | ヘヴィーオブジェクト冬の課題図書 |
| 130 | 2016年03月25日  | うえむら   | 星奏なつめ             | チョコレート・コンフュージョン |
| 132 | 2016年04月25日  | うえむら   | 春のオススメ作品５選   | |

1. ↑  参考。作品紹介としてではないが、「今週のすみぺでぃあ」での「おかゆまさき」の紹介で『撲殺天使ドクロちゃん』のイラストを描いた。
2. 1 2 3 4 5 6 7 8 9 10 11 12 13 14 15 16 17 18 19 20 21 22 23 24 25 26 27 28 29 30 31  メディアワークス文庫
3. ↑  メディアワークス文庫、ただし『プシュケの涙』は電撃文庫が初出。

## メディアジャック!!フェア
2011年8月の「電撃文庫ぶっちぎり! メディアジャック!!フェア」に先行連動し、第23回（2011年7月）からメディアジャックされた。ただし、第24回（2011年8月）が「「電撃文庫ぶっちぎり! メディアジャックフェア」うぇぶらじ版“公式”第1弾」とされている。
第23回（2011年7月10日）
後藤麻衣と川瀬浩平にメディアジャックされ、冒頭約16分が『乃木坂美夏の麻衣ふぇあれいでぃお!』として進行した（その後は通常のゲストとして出演）。フェアは8月からだが、川瀬がプロデュースする電撃文庫原作のアニメ『ロウきゅーぶ!』と『神様のメモ帳』が7月に開始するのに合わせ、1月早くジャックされた。
第24回（2011年8月10日）
小倉唯と川瀬浩平にメディアジャックされ、冒頭約48分が『うぇぶらじ@電撃文庫 Presents アリスのこちらニート探偵事務所!』（本来のタイトルは『神様のメモ帳 Presents アリスのこちらニート探偵事務所!』）として進行した。小倉唯がパーソナリティとなり、川瀬と通常パーソナリティの4人をゲストに迎えた。
第25回（2011年9月10日）
田村ゆかりと水瀬葉月にメディアジャックされた。番組進行には大きな変更はなかった。
第26回（2011年10月10日）
小林ゆうにメディアジャックされた。2011年10月2日ベルサール秋葉原でのイベント「電撃文庫 秋の祭典2011」での公開録音。

## イベント・公開録音
電撃キャラクターフェスティバル2009
2009年10月3日・4日に幕張メッセで『電撃キャラクターフェスティバル（電フェス）2009』が開催された。来場者数は2万8227人だった。3日16:00–17:30、ミニステージで『電撃文庫WEBラジオ「うぇぶらじ@電撃文庫」公開録音＆ウルトラ電撃文庫クイズ』が開催された。公録内容は2010年11月10日に第3回と同時に公開された。『ウルトラ電撃文庫クイズ』（収録・配信なし）では、優勝者の「第一回ウルトラ電撃文庫クイズ王」が電撃文庫編集部へ招待された。なお準優勝者は業界人であるにもかかわらず参加した川瀬浩平である。
電撃文庫 秋の祭典2010
2010年9月26日に秋葉原UDXで開かれた『電撃文庫 秋の祭典2010』のグランドフィナーレに、うえむら・明坂・おかゆが司会として登場した（収録・配信なし）。
電撃文庫 秋の祭典2011
2011年10月2日に秋葉原UDXとベルサール秋葉原で開かれた『電撃文庫 秋の祭典2011』のベルサール秋葉原会場のミニステージで公開録音された。ゲストは小林ゆう。また同じステージで引き続き、『うぇぶらじ』パーソナリティ4人が出演する「電撃文庫 秋の祭典2011 ～つなげよう! 希望の絆!!～」が催された。
電撃文庫 秋の祭典2012
2012年10月7日に秋葉原UDXとベルサール秋葉原で開かれた『電撃文庫 秋の祭典2012』の「電撃文庫 秋の祭典2012グランドフィナーレfeaturingうぇぶらじ@電撃文庫」に、うえむら・三澤・おかゆが司会として登場した（収録・配信なし）。
電撃20年祭
2012年10月20日・21日に幕張メッセで開催された『アスキー・メディアワークス創立２０周年　電撃２０年祭』のAMWステージで公開録音された『うぇぶらじ＠電撃文庫　公開録音～電撃２０年祭スペシャル～』にえむら・三澤・おかゆが出演。ゲストに時雨沢恵一。
大電撃文庫展
2013年4月27日（土）～5月6日（月・休）〔10日間〕に池袋サンシャインシティ ワールドインポートマート4階　展示ホールAで電撃文庫創刊20周年記念『大電撃文庫展』が開催された。5月4日14:00～スペシャルステージ『うぇぶらじ＠電撃文庫in大電撃文庫展』に登場。ゲストに時雨沢恵一、五十嵐雄策、上月司が登壇した。
電撃文庫 秋の祭典2013
2013年10月6日に秋葉原UDXとベルサール秋葉原で開かれた『電撃文庫 秋の祭典2013』の「電撃文庫創刊20周年　大感謝プロジェクト」に、うえむら・三澤・おかゆが司会として登場した（収録・配信なし）。
「ゲームの電撃 感謝祭2014＆電撃文庫 春の祭典2014」内「 電撃文庫創刊20周年 大感謝プロジェクト」2014
うえむらちか 三澤紗千香 豊永利行 沢城みゆき おかゆまさき 三木一馬（2014-03-16 (日)、秋葉原UDX2F アキバ・スクエア(AKIBA SQUARE)）
電撃文庫 秋の祭典2014 『秋の祭典2014 グランドフィナーレ』2014
三澤紗千香 うえむらちか 三木一馬 おかゆまさき（2014-10-05 (日)、秋葉原UDX2F アキバ・スクエア(AKIBA SQUARE)）
電撃文庫 秋の祭典2014『うぇぶらじ@電撃文庫 公開録音』2014
うえむらちか 三澤紗千香 おかゆまさき（2014-10-05 (日)、ベルサール秋葉原）
電撃文庫 秋の祭典2015
2015年10月4日にベルサール秋葉原で開かれた『電撃文庫 秋の祭典2015』に、うえむら・三澤うぇぶらじ＠電撃文庫 公開録音。
KADOKAWA工場見学ツアーpresentsうぇぶらじ＠電撃文庫 ニコ生出張版2016
2016年8月10日「電撃文庫 超感謝フェア2016」の開催を記念して、電撃文庫の人気ウェブラジオ「うぇぶらじ＠電撃文庫」が特別出張。ニコニコ生放送を舞台に、フェアの詳細や「電撃文庫 秋の祭典2016」のステージやサイン会の情報など、ビッグニュースをお届けします！出演うえむらちか・三澤紗千香・日高里菜・水瀬いのり。
電撃文庫 秋の祭典2016
2016年10月2日「電撃文庫 秋の祭典2016」サテライトステージ in 秋葉原UDX。出演うえむらちか・三澤紗千香・近藤朋久。ニコニコ生放送、YouTube、AbemaTVによる生配信。公開録音